# Harry Steel
Harry Steel (Sparta (Ohio), Estados Unidos, 18 de abril de 1899-Ohio, 8 de octubre de 1971) fue un deportista estadounidense especialista en lucha libre olímpica donde llegó a ser campeón olímpico en París 1924.

## Carrera deportiva
En los Juegos Olímpicos de 1924 celebrados en París ganó la medalla de oro en lucha libre olímpica estilo peso pesado, superando al suizo Henri Wernli (plata) y al británico Archie MacDonald (bronce).